# Красов Олексій Германович
Олексій Германович Красов (нар. 5 січня 1994, Донецьк, Україна) — український футболіст, півзахисник.

## Життєпис
Вихованець футбольної школи «Металург» (Донецьк), впродовж 2008—2010 років виступав в ДЮФЛ за донецький «Шахтар».

### Клубна кар'єра
Впродовж 2011—2015 років виступав в донецькому «Металурзі» за команду дублерів. У складі якої провів 50 матчів і відзначився 4 голами. А також виступав і в складі «Металурга» до 19 років, де провів 25 матчів і відзначився трьома голами. Але до основного складу команди так і не потрапив.
І влітку 2015 року перебрався до «Буковини», де успішно дебютував в кубковому двобої проти «Миколаєва», в «Чернівцях» Олексій, хоч і є півзахисником, але виступав як нападник. У міжсезонні за обопільною згодою сторін припинив співпрацю з чернівецькою командою.
З 2016 року виступав за «Інгулець» та «Інгулець-2», з яким по завершенню сезону за обопільною згодою сторін припинив співпрацю та став гравцем клубу «Мир» (Горностаївка). В горностаївському клубі виступав до завершення 2017/18 сезону. З 2019 року виступає в клубі «ВПК-Агро».

## Досягнення
- Переможець Другої ліги України (1): 2019/20.